# 扇貝形古墳

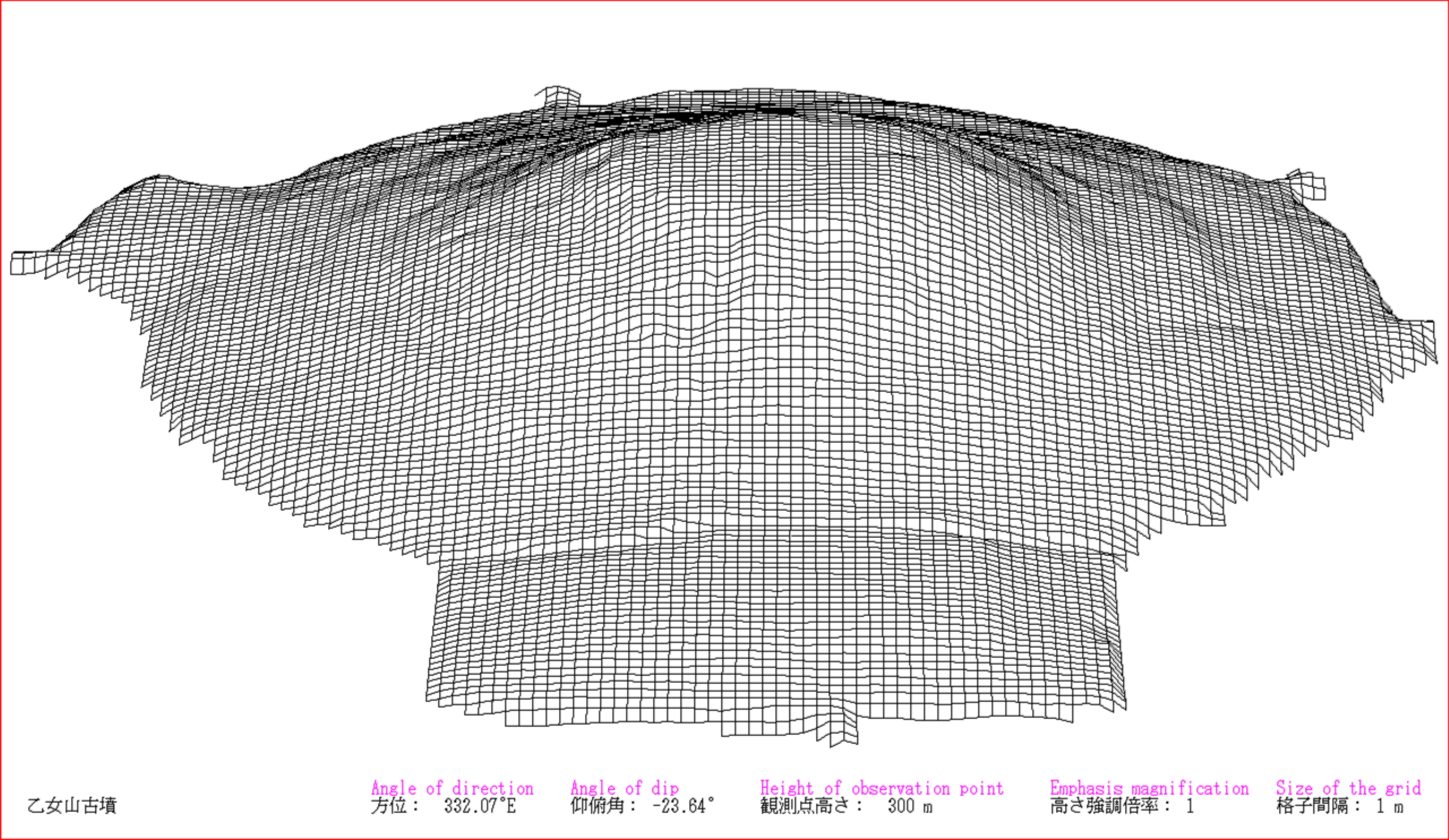
乙女山古墳的電腦圖形

扇貝形古墳（日语：／ Hotategaishikikofun/Hotategaikeikofun）是日本古墳的一種建築模式，是指一種以圓型墳丘為主體，外加方形的突出部分，平面來看如同扇貝形狀的古墳，由柴田常惠命名。

## 概要
扇貝形古墳有兩類，分別是建有造出的圓墳以及前方部分較為短小的前方後圓墳，不過要判別是屬於哪一類存在著一定的困難，正因如此有些意見認為扇貝形古墳在廣義上與前方後圓墳無異。扇貝形古墳可見於古墳時代前期至後期等各段時期，其中又以前方後圓墳盛行興建造出的古墳時代中期時數量最多，目前日本全國有超過400座的扇貝形古墳，與前方後圓墳相比規模較小，有時被視為大型前方後圓墳的陪葬墓，在部分地區的古墳群裡則被視為中心古墳。由於並非所有地方都容許興建前方後圓墳，因此扇貝形古墳分佈的地方也意味著該處受到了大和王權的規管。
原本規模最大的扇貝形古墳是位於奈良縣河合町的乙女山古墳，全長達136米，後來被全長達176米，西都原古墳群內的男狹穗塚古墳取代。扇貝形古墳的造出部分一般不會超過古墳的後圓部分直徑的三分之一或以上，除了前方部分造出外，少數的扇貝形古墳在其他位置也建有造出。